# Goesan-gun
Goesan (hangul 괴산군, hanja 槐山郡) är en landskommun (gun) i den sydkoreanska provinsen Norra Chungcheong. Folkmängden var 40 350  invånare i slutet av 2020.
Kommunens administrativa huvudort är köpingen Goesan-eup med 10 974 invånare (2020). Resten av kommunen är indelad i tio socknar:
Buljeong-myeon,
Cheongan-myeon,
Cheongcheon-myeon,
Chilseong-myeon,
Gammul-myeon,
Jangyeon-myeon,
Mungwang-myeon,
Sari-myeon,
Sosu-myeon och
Yeonpung-myeon.